# Michael Wilhoite
Michael Wilhoite (Topeka, 7 dicembre 1986) è un ex giocatore di football americano e allenatore di football americano statunitense che ha militato nel ruolo di linebacker nella National Football League (NFL). Al college ha giocato a football alla Washburn University.

## Carriera
Dopo non essere stato scelto nel Draft NFL 2011, Wilhoite firmò come free agent coi San Francisco 49ers. Nella sua stagione da rookie non scese mai in campo, mentre nella successiva disputò 5 partite mettendo a segno 7 tackle, coi 49ers che si qualificarono per il Super Bowl XLVII, perso contro i Baltimore Ravens. Wilhoite divenne stabilmente titolare a partire dalla sua terza stagione, quando mise a segno i propri primati personali in tackle (87), intercetti (2), passaggi deviati (6), e fumble forzati (1).
Nel 2017, Wilhoite firmò con i Seattle Seahawks.

## Palmarès
- National Football Conference Championship: 1

San Francisco 49ers: 2012

## Statistiche
| Partite totali      | 37  |
| Partite da titolare | 18  |
| Tackle totali       | 128 |
| Sack                | 0   |
| Intercetti          | 2   |

Statistiche aggiornate alla stagione 2014